# 田がらし
田がらし（たがらし）は田や畑にまつわる日本の妖怪。佐藤有文の著書にみられる。
佐藤有文『日本妖怪図鑑』（1972年）では、海綿のような妖怪で井戸や田畑などに棲んでおり、体中にある口から水を吸い取って作物を枯らしてしまうと解説されている。
佐賀県の妖怪として紹介されているが、資料などでは確認されておらず、民間伝承に由来しない妖怪と見られている。